# Teočak
 Ovo je glavno značenje pojma Teočak. Za naselje u Gradu Bihać, BiH pogledajte Teočak (Bihać, BiH).
Teočak je općina u Bosni i Hercegovini, u Tuzlanskoj županiji. Sjedište općine je naseljeno mjesto Teočak-Krstac.

## Zemljopis
Teočak je smješten na sjeveroistočnim padinama planine Majevice, na nadmorskoj visini od 300 do 600 metara. 

## Ime
Postoji legenda koja govori o tome kako je Teočak dobio ime: tri sestre su gradile tri grada i svaka je imenovala svoj grad po karakteristikama koje taj grad imao. Tako je Teočak bio čvrst kao tučak, Zvornik je imao visoki zvonik, a u Jablan gradu je bila kula visoka kao drvo jablan.

## Stanovništvo
Po popisu stanovništva iz 2013. godine, općina ima 7424 stanovnika, uglavnom Bošnjaka, rapoređenih po sljedećim naseljima:
| Naselje        | Broj stanovnika | Nacionalni sastav | Nacionalni sastav | Nacionalni sastav | Nacionalni sastav |
| Naselje        | Broj stanovnika | Bošnjaci          | Hrvati            | Srbi              | Ostali            |
| -------------- | --------------- | ----------------- | ----------------- | ----------------- | ----------------- |
| Bilalići       | 997             | 997               | 0                 | 0                 | 0                 |
| Brijest        | 5               | 0                 | 0                 | 5                 | 0                 |
| Gornja Krčina  | 0               | 0                 | 0                 | 0                 | 0                 |
| Jasenje        | 18              | 18                | 0                 | 0                 | 0                 |
| Jasikovac      | 939             | 938               | 1                 | 0                 | 0                 |
| Priboj         | 0               | 0                 | 0                 | 0                 | 0                 |
| Sniježnica     | 1690            | 1,684             | 1                 | 1                 | 4                 |
| Stari Teočak   | 797             | 797               | 0                 | 0                 | 0                 |
| Teočak-Krstac  | 2763            | 2749              | 3                 | 1                 | 10                |
| Tursunovo Brdo | 215             | 215               | 0                 | 0                 | 0                 |
| Ukupno         | 7424            | 7398              | 5                 | 7                 | 14                |

## Povijest
Teočak je u dalekoj prošlosti imao veoma važnu ulogu zbog svoje tvrđave i strateškog položaja. Teočak ima takav položaj da se iz njega vide Drina i Sava, Bijeljina i Brčko i mnoga naselja Semberije. 
Stanovništvo oko Teočaka nekada je bilo katoličko. Do danas su u Teočaku očuvane priče o mađarskoj i rimskoj crkvi i samostanu. U Teočaku su bile dvije nekropole stećaka Mramor i Harci, a i do danas su neki od stećaka očuvani.
Gospodari teočačkog kraja često su se smjenjivali. 
Područje teočačke općine uvijek je bilo granično, "serhat" ili "krajina", popraćeni ratovima, osvajanjima i uništavanjima, što je odnijelo u nepovrat mnogo povijesnih vrela.
Bili su to hrvatsko-ugarski kraljevi, srpski despoti i bosanski vladari. Od 1284. godine držao ga je srpski kralj Dragutin i zatim njegovi sinovi: Vladislav i Uroš. Ovim je krajevima vladao pravoslavni ruski plemić Rotislav Mihailovič, zet mađarskog kralja Bele. Zna se pouzdano da su ovdje vladali i srpski despoti Stefan Lazarević i Đurađ Branković. Pred osmansko osvajanje vremena su bila krajnje nestabilna, a nedaleka Srebrenica je primjerice samo od 1411. do 1463. godine čak 13 puta promijenila gospodara. Utvrđeni grad Teočak, najznačajniji srednjovjekovni lokalitet u ugljevičkom kraju, imao je sličnu sudbinu. U povijesnim se vrelima prvi put spominje oko 1432. godine kao dio župe Soli u svezi sa srpskim despotom Đurđem Brankovićem (1427. – 1456.), kada ga je preuzeo od Ugarske, tj. kada je dobio pravo upravljati nad zapadnim Podrinjem i u njemu je dograđivao. U narodu su još žive razne priče i legende o zidanju, kuluku, vodovodu kojim je teklo mlijeko i sl. Tada je vjerojatno mala tvrđava prerasla u utvrđeni grad Teočak. Trokutaste je osnove po čemu podsjeća na Smederevo. Vjerojatno je tada podignuta i crkva u Teočaku, poslije pretvorena u džamiju. U njoj su jedno vrijeme bile smještene moći sv. Luke evanđelista. 
U 14. stoljeću ovdje je postojao franjevački samostan, a ostali važni franjevački samostani ovog kraja bili su još u Zvorniku, Ljuboviji i Srebrenici. Nestao je tijekom 15. stoljeća.
Teočak je jedno vrijeme bio glavnog grada novoproglašenog kralja. To je bilo kad su i Hrvatsko-Ugarska i Osmansko Carstvo igrale diplomatsku igru s bosanskom državom, pa su obje države imenovale tobože "kraljeve Bosne". Osmanlije su imenovali Matiju Vojsalića za "kralja Bosne" i držali ga s tim naslovom samo 1476. godine, upravo iste godine kada je kršćanska vojska privremeno vratila Srebrenicu. Hrvatsko-Ugarska je za "kralja Bosne" imenovala uglednog velikaša Nikolu Iločkog koji je od 1438. godine mačvanski ban, i prebacila ga u "glavni grad" Jajce 1471. godine. 
Kad je Osmansko Carstvo zauzelo Bosnu 1463. godine, na to je grad Teočak zauzeo ugarsko-hrvatski kralj Matija Korvin. 1464. godine proglasio je Nikolu Iločkog za kneza „Teočaka“ te je u Korvinovo ime sjeveroistočnom Bosnom Nikola Iločki, naslovljen kao kralj Bosne. Teočak je bio sjedište te kraljevine Bosne, odnosno sjedište njena kralja Nikole Iločkog, koji se potpisivao kao "Nikola, milošću Božjom kralj Bosne“ (latinski: Nicolaus Dei Gratia Rex Bosniae). Stolovao je kao kralj od 1471. do 1477. godine. Naslov je nakon toga ukinut i cijela je uprava prenesena na Srebreničku banovinu.
Pod samom tvrđavom je džamija za čiju se gradnju spominje ime sultana Fatiha II., poslije zauzimanja tvrđave od Ugara početkom 1474. godine, kada se u osmanlijskoj vlasti spominju tuzlanska područja. Premda je Bosna pala pod Osmansko Carstvo 1463. godine, Teočak je još bio u Hrvatsko-Ugarskoj do 1521. godine, kad su ga skupa sa Srebrenikom zauzeli Turci. 
1548. je podignuta Džamija ili Božija kuća, na lokalitetu Stara džamija i Stara tvrđava u mjestu Starom Teočaku.
U Starom Teočaku danas su ostatci tvrđave, a uz nju i naselja.
U drugom svjetskom ratu djelovala je neovisna muslimanska milicija sela Teočaka. Od 1941. uspješno se branila i od četnika i od partizana. Takozvani zelenog kadra ('zeleni' označava šumsku vojsku), seljačka milicija više je sličila četničkom neprijatelju nekom autonomnom ogranku NDH trupa. Premda ih nisu odobravali, ustaše su ih tolerirale iz prijeke potrebe. Kad je uništena Hadžiefendićeve domobranska legija i nakon toga mnoštvo njenih pripadnika dezertiralo u partizane ljeta i jeseni 1943., protiv partizana ostale su se boriti samo najokorjelije muslimanske lokalne vođe i njihovi birači. Među njima je bilo bivših muslimanskih legionara te pripadnika muslimanskih milicija, formiranih neovisno od njih odmah po izbijanju rata. Srpnja 1943. s neovisnom milicijom sela Teočaka povezala se takozvana 10. planinska grupa bosanskih gorštaka od par stotina pripadika, koju je osnovao u oblasti Kalesije zapovjednik muslimanske milicije Nešad Topčić. Ipak se može reći da je Teočak malo spominjan i istražen u Drugome svjetskom ratu, kao i toda je često bio meta četnika.
- Hajrudin Mešić ,[7] poznatiji kao Kapetan Hajro (01. siječnja 1959.), zapovjednik Prve teočanske brigade. Poginuo u akciji uspostavljanja koridora prema Srebrenici 30. listopada 1992. godine. Pokopan u šehidskom mezarju u Sniježnici kod Teočaka.

## Spomenici i znamenitosti
- Prirodno-graditeljska cjelina Stari Teočak[4]

- Srednjovjekovni utvrđeni Teočak datira iz 1345. godine.
- Stari grad koji se nalazi u Starom Teočaku sagrađen je 1548.godine. Pored njega iste godine nikla je i Fethija džamija prema zamisli sultana Bajazita II. Ovi prostori bili su poprište žestokih borbi između Turaka i Hrvatsko-Ugarske. U zadnjim borbama polovicom 16. stoljeća gradom su ovladali Turci, koji su prilikom povlačenja sve otvore na Starom gradu zazidali. Taj je grad od povlačenja Turaka s ovih prostora do danas ostao netaknut.
- Još 1990. godine Mirko Babić, sadašnji direktor bijeljinskog muzeja, započeo je arheološka ispitivanja na ovom mjestu. Međutim, ratni sukobi spriječili su ga da okonča ispitivanja na ovom spomeniku bosanskohercegovačke kulture koji je registriran kod Zemaljskog zavoda u Sarajevu 1959. godine. Među Teočanima kruže razne priče, kao na primjer da je u unutrašnjosti Starog grada turska vojska ostavila veće količine zlata i drugih vrijednih eksponata iz tog doba. Ni jedan prilaz koji vodi u unutrašnjost stare zidine već više od 450 godina nije otvaran. Mještani su radoznali što se krije unutar utvrde, ali s obzirom na to da se radi o spomeniku kulture bilo koji pokušaj štete na ovom objektu bio bi sankcioniran kaznenim mjerama. Mještani Starog Teočaka, koji su najbliži Starom gradu, tvrde da su neki od njih na ovom prostoru pronalazili eksponate iz 16. stoljeća kao što su razne vrste oruđa, zemljane posude, a da je bilo slučajeva i nalaska dukata u podnožju grada.
- mezarluci vezira iz osmanskog doba

- Sniježnica, jezero[4]
- Šumski predio Mejdan[4]
- rijeka Tavna[4]

## Obrazovanje
U općini se nalaze jedna osnovna i jedna srednja škola, obje u Teočaku-Krstacu.

## Šport
- FK Teočak, nogometni klub

## Vanjske poveznice
Teocak.ba  Arhivirana inačica izvorne stranice od 30. srpnja 2017. (Wayback Machine)